# 학익 분기점
학익 분기점(鶴翼分岐點, Hagik Junction, 학익JC)은 인천광역시 미추홀구 학익1동에 설치된 제2경인고속도로와 제2경인고속도로 능해 ~ 학익 구간이 만나는 분기점이자 제2경인고속도로 능해 ~ 학익 구간의 종점이다.

## 연혁
- 2005년 12월 28일 : 분기점 신설을 위해 인천광역시 도시계획시설 교통광장에 학익 분기점으로 고시[1]
- 2009년 10월 19일 : 제2경인고속도로 인천대교 구간 개통과 함께 영업 개시[2]

## 구조물 정보
- 위치 : 인천광역시 미추홀구 학익1동

## 접속하는 노선

### 인천・성남방면
- 제2경인고속도로 (6번)

### 인천항방면
- 제2경인고속도로 능해 ~ 학익 구간 (6번)